# Länsväg 147
Länsväg 147 går sträckan Visby  -  Slite - Lärbro, i Gotlands län. Den har en längd på 42 km.

## Anslutningar
Vägen ansluter till:
- Länsväg 148
- Länsväg 146

## Historia
På 1940-talet fick vägen beteckningen väg 26. Det byttes vid reformen på 1960-talet till väg 147.